# Betacoronavirus cameli
Coronavirus lié au syndrome respiratoire du Moyen-Orient
Espèce
formes de rang inférieur
- MERS-CoV
- NeoCoV
- BtVs-BetaCoV SC2013
- HKU25

Betacoronavirus cameli, aussi appelé coronavirus lié au syndrome respiratoire du Moyen-Orient (en anglais Middle East respiratory syndrome-related coronavirus), est une espèce de Betacoronavirus du groupe C (Merbecovirus). C'est l'espèce à laquelle appartient le coronavirus du syndrome respiratoire du Moyen-Orient ou MERS-CoV, agent infectieux à l'origine du syndrome respiratoire du Moyen-Orient (MERS),.
Il s'agit de virus à ARN monocaténaires de polarité positive qui infectent les humains, les chauves-souris et les dromadaires en se liant au récepteur DPP4. L'utilisation de ce récepteur par les merbecovirus HKU4 et HKU5 suggère que ces virus trouvent leur origine chez les chauves-souris.
La forme humaine, initialement appelée « nouveau coronavirus » ou nCoV, a été identifiée pour la première fois en juin 2012 après le séquençage du génome d'un virus isolé à partir d'échantillons d'expectorations d'une personne tombée malade lors de l'épidémie de 2012. En juillet 2015, des cas de MERS étaient signalés dans plus de 21 pays, en Europe, en Amérique du Nord et en Asie ainsi qu'au Moyen-Orient.
Le MERS-CoV est l'un des nombreux virus identifiés par l'Organisation mondiale de la santé (OMS) comme une cause probable d'une future épidémie.